# Otakar Kraus
Otakar Kraus (Praga, 10 de diciembre de 1909 - Londres, 28 de julio de 1980) fue un barítono inglés de origen checo.
Tras estudiar en Praga con Konrad Wallerstein y en Milán con Fernando Carpi, debutó en 1935 en Brno en el papel de Amonasro, interpretando posteriormente, tanto en su país de origen como en Inglaterra, a Germont, Sharpless, Scarpia, etc ...
En 1946 comenzó a trabajar con el English Opera Group con La violación de Lucrecia de Benjamin Britten. En 1951 debutó en el Covent Garden de Londres y cantó en el Festival de Venecia El progreso del libertino de Ígor Stravinski, interpretada posteriormente en La Scala y en Glyndebourne.